# Randolph Bourne
Pour les articles homonymes, voir Bourne.
Randolph Silliman Bourne (30 mai 1886-22 décembre 1918) est un écrivain et intellectuel américain né à Bloomfield (New Jersey), diplômé de l'université Columbia. Bourne est surtout connu pour ses essais, en particulier L'État, qui était resté inachevé à sa mort.
Il fait partie des personnalités dont John Dos Passos a écrit une courte biographie, au sein de sa trilogie U.S.A..

## Citation
« War is the health of the State ».